# Zámek Peleș
Zámek Peleș (rumunsky Castelul Peleș) je novorenesanční zámeček v rumunských Karpatech, nedaleko města Sinaia. 

## Historie
Iniciátorem stavby byl rumunský král Karel I., který se během návštěvy v roce 1866 zamiloval do zdejší horské scenérie a rozhodl se nechat vystavět letní sídlo a lovecký zámeček v bavorském stylu.  Ve své původní podobě, jež byla dílem německého architekta Johanna Schultze a uměleckého truhláře Martina Stöhra, byl jednopatrovým horským zámečkem ve stylu německé neorenesance. Výstavba probíhala v letech 1873 až 1883, slavnostní otevření se konalo 7. října 1883. Už roku 1894 se ale král Carol I. rozhodl k přestavbě a rozšíření zámku, aby lépe vyhovoval své reprezentativní funkci. Zároveň nechal postavit různé hospodářské budovy a také rezidenci pro mladého nástupníka trůnu, svého synovce Ferdinanda I., a jeho manželku Marii. Francouzský architekt André Lecomte du Noüy, který pro královskou rodinu pracoval a byl s ní v přátelských vztazích (sám měl na zámku vlastní pokoj), jim doporučil svého mladého spolupracovníka Karla Zdeňka Límana. Poblíž zámku nechal král vybudovat také elektrárnu, takže se Peleș stal prvním zámkem na světě plně zásobeným vlastní elektřinou. Šlo rovněž o první evropský zámek s ústředním topením.[zdroj?]
Na zámku je sto pokojů a téměř 800 vitrážových oken. Stavební práce vedl architekt Carl Franz Benisch, rodák z Krnova. Později, v letech 1893 až 1914, zámek dokončoval právě Karel Zdeněk Líman. Ten navrhl věže, včetně hlavní centrální věže, která je vysoká 66 metrů. Líman rovněž dohlížel na stavbu nedalekého zámku Pelișor (1889–1903, budoucí sídlo krále Ferdinanda I. a rumunské královny Marie). 
Cena stavby byla v době vzniku 16 milionů rumunských lei ve zlatě, což by v současnosti odpovídalo přibližně 120 milionům amerických dolarů. 
Roku 1893 se na zámku narodil budoucí rumunský král Karel II. Po nucené abdikaci krále Michala I. v roce 1947 komunistický režim zabavil veškerý královský majetek, včetně panství Peleș. Zámek byl na krátkou dobu otevřen veřejnosti, poté sloužil také jako místo pro rekreaci osobností rumunského kulturního života a v roce 1953 zde bylo zřízeno muzeum. 
V roce 1975 nechal komunistický diktátor Nicolae Ceaușescu zámek uzavřít pro veřejnost a poté byl přístupný pouze pro něho a režimní prominenty, nicméně sám ho moc nenavštěvoval, neboť se mu prý nelíbil. 
Po svržení komunistického režimu v roce 1989 byly Peleş a Pelişor obnoveny jako památky a zpřístupněny veřejnosti. V roce 2006 rumunská vláda oznámila, že chystá restituci a chce zámek vrátit bývalému králi Michalovi I. Brzy začala jednání mezi bývalým králem a rumunskou vládou a dosud nebyla uzavřena.